# Phenacoccus alleni
Phenacoccus alleni är en insektsart som beskrevs av Mckenzie 1964. Phenacoccus alleni ingår i släktet Phenacoccus och familjen ullsköldlöss. Inga underarter finns listade i Catalogue of Life.